# Cistein desumporaza
Cistein desumporaza (EC 2.8.1.7, IscS, NIFS, NifS, SufS, cisteinska desumporilaza) je enzim sa sistematskim imenom L-cistein:akceptor sumportransferaza. Ovaj enzim katalizuje sledeću hemijsku reakciju
-cistein + akceptor {\displaystyle \rightleftharpoons } -alanin + S-sulfanil-akceptor (sveukupna reakcija)
(1a) -cistein + [enzim]-cistein {\displaystyle \rightleftharpoons } -alanin + [enzim]--sulfanilcistein
(1b) [enzim]--sulfanilcistein + akceptor {\displaystyle \rightleftharpoons } [enzim]-cistein + S-sulfanil-akceptor
Ovaj enzim je piridoksal-fosfatni protein.

## Literatura
- Nicholas C. Price; Lewis Stevens (1999). Fundamentals of Enzymology: The Cell and Molecular Biology of Catalytic Proteins (Third изд.). USA: Oxford University Press. ISBN 019850229X.
- Eric J. Toone (2006). Advances in Enzymology and Related Areas of Molecular Biology, Protein Evolution (Volume 75 изд.). Wiley-Interscience. ISBN 0471205036.
- Branden C; Tooze J. Introduction to Protein Structure. New York, NY: Garland Publishing. ISBN 0-8153-2305-0.
- Irwin H. Segel. Enzyme Kinetics: Behavior and Analysis of Rapid Equilibrium and Steady-State Enzyme Systems (Book 44 изд.). Wiley Classics Library. ISBN 0471303097.

## Spoljašnje veze
- Cysteine+desulfurase на 